# Municipio de Stampers Creek
El municipio de Stampers Creek (en inglés: Stampers Creek Township) es un municipio ubicado en el condado de Orange en el estado estadounidense de Indiana. En el año 2010 tenía una población de 954 habitantes y una densidad poblacional de 12,92 personas por km².

## Geografía
El municipio de Stampers Creek se encuentra ubicado en las coordenadas 38°32′28″N 86°20′59″O / 38.54111, -86.34972. Según la Oficina del Censo de los Estados Unidos, el municipio tiene una superficie total de 73.83 km², de la cual 73,7 km² corresponden a tierra firme y (0,18 %) 0,13 km² es agua.

## Demografía
Según el censo de 2010, había 954 personas residiendo en el municipio de Stampers Creek. La densidad de población era de 12,92 hab./km². De los 954 habitantes, el municipio de Stampers Creek estaba compuesto por el 98,95 % blancos, el 0,31 % eran amerindios, el 0,31 % eran de otras razas y el 0,42 % eran de una mezcla de razas. Del total de la población el 0,52 % eran hispanos o latinos de cualquier raza.